# تونغيانغشي (زواج شيم-بوا)

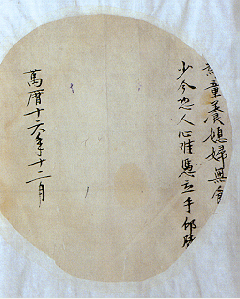
شهادة زواج تونغيانغشي من أسرة Ming (1588)

تونغيانغشي (الصينية التقليدية: 童 养女 ؛ الصينية المبسطة: 童 养女 ؛ بينيين)، المعروف أيضا باسم زواج شيم-بوا في لهجات مين نان، كان تقليدًا للزواج المدبر الذي يعود تاريخه إلى الصين ما قبل الحديثة، حيث تتبنى الأسرة ابنة قبل المراهقة كعروس في المستقبل لأحد أبناءهم قبل سن المراهقة (عادة الرضع)، وسوف يتم تربية الأطفال معا. 

## منظور الأنثروبولوجيا الاجتماعية
ضمن أبحاث الأنثروبولوجيا الاجتماعية للزواج الصيني، يُشار إلى زواج شيم بوا على أنه «زواج ثانوي» لأن زوجة الابن تنضم إلى منزل زوجها المستقبلي عندما يكون كلاهما قاصرين، على عكس الزواج الصيني الكبير، الذي تنضم فيه العروس إلى منزل زوجها يوم الزفاف. 
غالبًا ما يتم تبني ابنة شيم-بوا في عائلة لديها بالفعل ابن ستكون مخطوبة له، على الرغم من أن هذا لم يكن الحال دائمًا.
تبنت بعض العائلات ابنة شيم-بوا قبل أن تنجب ابنًا، يرجع ذلك للاعتقاد التقليدي بأن تبني شيم-بوا من شأنه أن يعزز احتمالية إنجاب الزوجة لابن. 
على الرغم من أن ابنة شيم-بوا تنضم إلى الأسرة وهي طفلة، إلا أن الزواج لا يحدث إلا بعد وصول كليهما سن البلوغ.
اعتمادًا على الوضع الاجتماعي والاقتصادي للعائلة والقدرة المالية، يمكن أن يتراوح الزفاف بين مأدبة كبيرة (كما هو الحال مع الزواج الكبير) إلى حفل عائلي صغير، أو في أبسط الحالات «انحناءة للأجداد مع تغيير طفيف في ترتيبات نوم الأسرة». 
حدث زواج شيم بوا عبر مجموعة من الطبقات الاجتماعية والاقتصادية، ولكنه كان شائعًا بشكل خاص بين العائلات الفقيرة والريفية.
كان زواج الابن زواجًا كبيرًا أمر مرموق وفيه إظهار للمكانة ولكنه مكلف أيضًا.  في المجتمعات الريفية الفقيرة والأكثر فقرًا كان زواج شيم-بوا غير مكلف وساعد على ضمان أنه بغض النظر عن مدى فقر الأسرة، سيكون لأبنائهم زوجات عندما يبلغون سن الزواج، وبالتالي تزداد احتمالية إنجاب الأحفاد. 
كان المهر للحصول على عروس للابن في الزواج الكبير باهظًا، وأحيانًا يصل إلى دخل الأسرة لمدة عام.  وإذا لم تستطع الأسرة تحمل تكلفة هذه العروس للزواج الكبير، فقد يؤدي ذلك إلى عدم إنجاب أحفاد ونهاية سلالة الأسرة. في المقابل كانت تكاليف تبني ابنة رضيعة منخفضة وغالبًا ما تتضمن تكاليف تربيتها باعتبارها شيم-بوا الطعام والملابس فقط. 
في المجتمعات الفقيرة كانت الثروة المحدودة أو المكانة هي الدافع لتبني ابنة شيم-بوا في الأسرة، والتخلي عن البنات البيولوجيات كشيم-بوا لعائلات أخرى.
فبالنسبة لعائلة محدودة الموارد أو المركز الاجتماعي، تقدم الابنة البيولوجية القليل من الضمان؛ فتقليديًا سيتم تزويجها من عائلة أخرى ولن تهتم بوالديها في سن الشيخوخة ولن تطيل نسب الأسرة.
في المقابل ستبقى ابنة شيم-بوا في المنزل، ترعى الوالدين خلال شيخوختهما وستنجب ذريتهما. لهذه الأسباب غالبًا ما تزامن التخلي عن ابنة رضيعة بيولوجية للتبني مع تربية ابنة شيم-بوا بدلًا منها.  
هذه الزيجات كانت غير ناجحة في كثير من الأحيان، وقد إرجاع ذلك على أنه دليل على تأثير ويسترمارك.
هذه الممارسة تم حظرها في بر الصين الرئيسي من قبل الحزب الشيوعي الصيني عام 1949. 
ظهرت العديد من القضايا القانونية في تايوان في الخمسينيات من القرن الماضي، عندما تم تسجيل بنات شيم-بوا كبنات بالتبني أو تم تسجيل ما يعادلهن من الذكور كأبناء بالتبني.
نظرًا لأن الزوجين كانا يعتبران من الناحية القانونية شقيقين، منع القانون العام التايواني زواجهما وتم إجراء ثلاث مراجعات قضائية من قبل اليوان القضائي للسماح بزواجهما.
انتهت ممارسة زواج شيم-بوا بحلول السبعينيات، يرجع ذلك لزيادة الثروة الناتجة عن النجاح الاقتصادي لتايوان، مما يجعل مثل هذه الترتيبات غير ضرورية. 
أحد العوامل التي سرعت زوال زواج شيم-بوا هو إنشاء التعليم العام الإلزامي في تايوان، والذي أجبر العائلات على إرسال جميع الأطفال إلى المدرسة -بما في ذلك البنات وبنات شيم-بوا بالتبني-.
وغالبًا ما أدى الخروج من المنزل والتعليم إلى خلق فرص لبنات شيم-بوا دفعتهن لمقاومة ترتيبات الزواج أو الهروب منه.